# Route 202 (Nouvelle-Écosse)
Pour les articles homonymes, voir Route 202.
La route 202 est une route secondaire de la Nouvelle-Écosse située dans le sud de la province, au nord-ouest de la capitale provinciale, Halifax. Elle traverse une région mixte, tant boisée qu'agricole. De plus, elle mesure 38 kilomètres, et est une route pavée sur toute sa longueur.

## Tracé

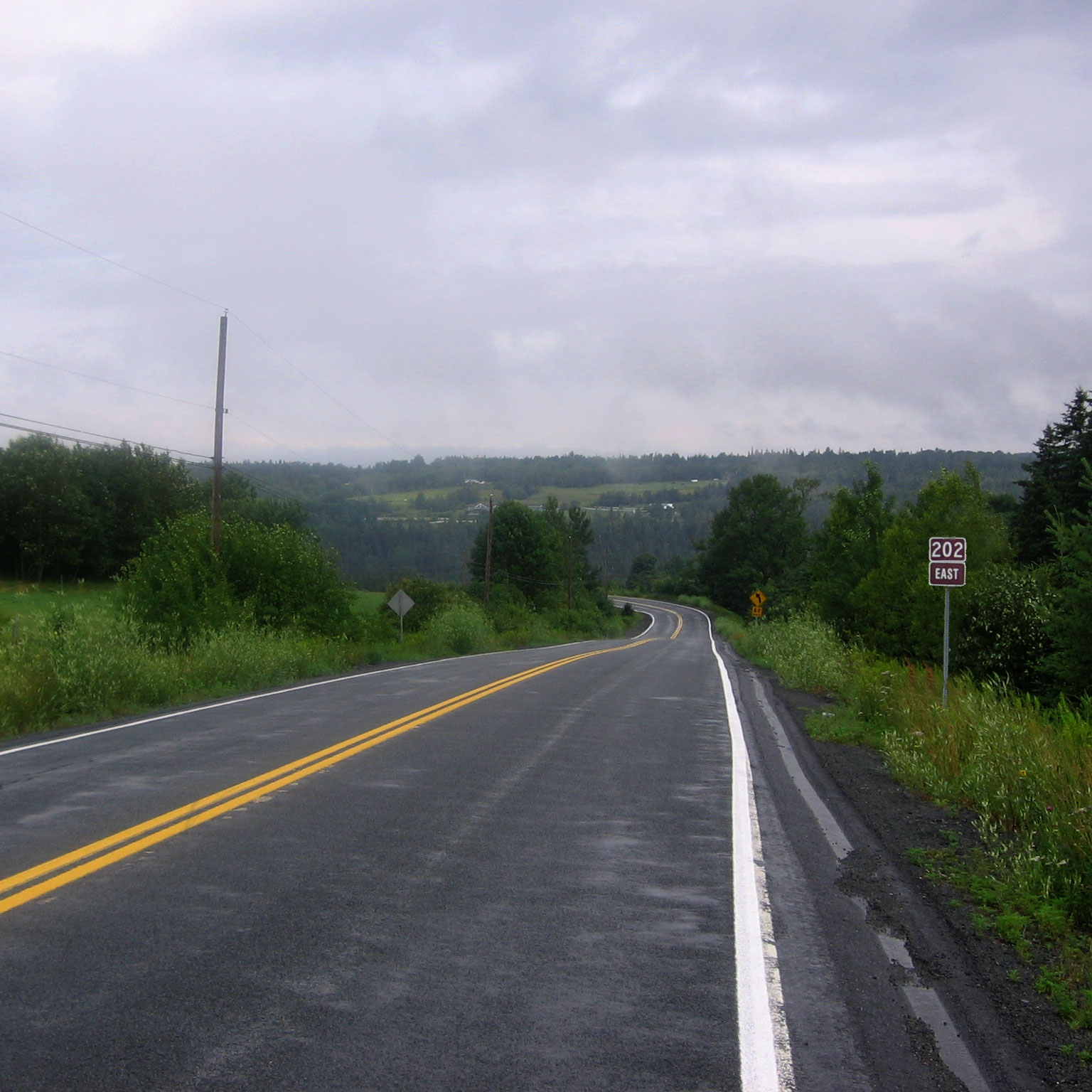
La route 202 est dans les environs de Gore.

La 202 débute au nord-ouest d'Halifax, sur la route 1, dans le secteur de Lakelands de la communauté de Mount Uniacke. Elle commence par se diriger vers le nord une vingtaine de kilomètres, nommée McInnis Rd., et traversant South Rawdon. À Centre Rawdon, elle croise la route 14, puis elle bifurque vers l'est pour rejoindre West Gore et Gore. Elle suit ensuite la Little Nine Mile River pour se terminer à Cheese Factory Corner, sur la route 14.

## Intersections principales
| Route 202      |                       |    |                                        |                         |
| Comté          | Location              | km | Intersection/Destinations              | Notes                   |
| Comté de Hants | Mount Uniacke         | 0  | R-1, Halifax, Lower Sackville, Windsor | extrémité sud de la 202 |
| Comté de Hants | Centre Rawdon         | 17 | R-14, Milford, Brooklyn                |                         |
| Comté de Hants | Gore                  | 32 | R-354, Kennetcook, Upper Rawdon        |                         |
| Comté de Hants | Cheese Factory Corner | 38 | R-14, Milford, Shubenacadie, Windsor   | extrémité est de la 202 |